# Шверин (Кенигс Вустерхаузен)
Шверин (њем. Schwerin) општина је у њемачкој савезној држави Бранденбург. Једно је од 37 општинских средишта округа Даме-Шпревалд. Према процјени из 2010. у општини је живјело 613 становника. Посједује регионалну шифру (AGS) 12061448.

## Географски и демографски подаци
Шверин се налази у савезној држави Бранденбург у округу Даме-Шпревалд. Општина се налази на надморској висини од 38 метара. Површина општине износи 6,7 km². У самом мјесту је, према процјени из 2010. године, живјело 613 становника. Просјечна густина становништва износи 92 становника/km².